# Joaquín Fernández (labdarúgó, 1996)
Joaquín Fernández (Huércal de Almería, 1996. május 31. –) spanyol korosztályos válogatott labdarúgó, az amerikai Sporting Kansas City hátvédje.

## Pályafutása

### Klubcsapatokban
Fernández a spanyolországi Huércal de Almería községben született. Az ifjúsági pályafutását a La Cañada csapatában kezdte, majd az Almería akadémiájánál folytatta.
2014-ben mutatkozott be az Almería tartalék, majd 2015-ben a másodosztályban szereplő felnőtt keretében. 2018. augusztus 31-én hatéves szerződést kötött az első osztályú Valladolid együttesével. Először a 2018. november 25-ei, Sevilla ellen 1–0-ra elvesztett mérkőzésen lépett pályára. Első gólját 2019. április 19-én, az Alavés ellen idegenben 2–2-es döntetlennel zárult találkozón szerezte meg. 2023-ban a török Trabzonsporhoz, majd 2024. augusztus 13-án az észak-amerikai első osztályban érdekelt Sporting Kansas Cityhez igazolt.

### A válogatottban
Fernández az az U16-os, az U17-es és az U18-as korosztályos válogatottban is képviselte Spanyolországot.

## Statisztikák
2024. május 18. szerint
| Klub        | Szezon   | Osztály          | Bajnokság | Bajnokság | Kupa és Ligakupa | Kupa és Ligakupa | Nemzetközi | Nemzetközi | Összesen | Összesen |
| Klub        | Szezon   | Osztály          | Meccs     | Gól       | Meccs            | Gól              | Meccs      | Gól        | Meccs    | Gól      |
| ----------- | -------- | ---------------- | --------- | --------- | ---------------- | ---------------- | ---------- | ---------- | -------- | -------- |
| Almería     | 2015–16  | Segunda División | 2         | 0         | 2                | 0                | —          | —          | 4        | 0        |
| Almería     | 2016–17  | Segunda División | 36        | 0         | 1                | 0                | —          | —          | 37       | 0        |
| Almería     | 2017–18  | Segunda División | 35        | 0         | 1                | 0                | —          | —          | 36       | 0        |
| Almería     | 2018–19  | Segunda División | 2         | 0         | 0                | 0                | —          | —          | 2        | 0        |
| Valladolid  | 2018–19  | La Liga          | 13        | 1         | 4                | 0                | —          | —          | 17       | 1        |
| Valladolid  | 2019–20  | La Liga          | 20        | 2         | 1                | 0                | —          | —          | 21       | 2        |
| Valladolid  | 2020–21  | La Liga          | 25        | 1         | 2                | 0                | —          | —          | 27       | 1        |
| Valladolid  | 2021–22  | Segunda División | 26        | 0         | 0                | 0                | —          | —          | 26       | 0        |
| Valladolid  | 2022–23  | La Liga          | 27        | 1         | 2                | 0                | —          | —          | 29       | 1        |
| Trabzonspor | 2023–24  | Süper Lig        | 13        | 0         | 4                | 0                | —          | —          | 17       | 0        |
| Összesen    | Összesen | Összesen         | 199       | 5         | 17               | 0                | 0          | 0          | 216      | 5        |

## Sikerei, díjai
Valladolid
- Segunda División
  - Feljutó (1): 2021–22